# جلسة في عالم النسيان
جلسة في عالم النسيان أو الجلوس في ليمبو (بالإنجليزية: Sitting in Limbo)‏ هو فيلم طويل من فئة الدراما التلفيزونية الواقعية لعام 2020 يروي أحداث «فضيحة وندراش [الإنجليزية]». تركز القصة على تجارب الحياة الواقعية لرجل بريطاني جامايكي المولد، أنتوني بريان، أحد ضحايا سياسة البيئة المعادية لوزارة الداخلية البريطانية [الإنجليزية] بشأن الهجرة. عاش بريان في المملكة المتحدة لمدة 50 عامًا عندما انقلبت حياته رأساً على عقب نتيجة لتصنيف وزارة الداخلية له خطأً على أنه مهاجر غير شرعي.
الجلوس في ليمبو كتبه الأخ غير الشقيق لبراين، الروائي ستيفن طومسون، والنجوم باتريك روبنسون، نادين مارشال، بيبا بينيت وارنر، جاي سيمبسون وسارة وودوارد. تم بث الفيلم في 8 يونيو 2020 على بي بي سي.
اعتبارا من أكتوبر 2021، حصل الفيلم على نسبة تأييد 100٪ على موقع الطماطم الفاسدة، استنادا إلى ثماني مراجعات بمتوسط تقييم 8/10.

## الجوائز
حصل الفيلم على جائزة تلفزيون الأكاديمية البريطانية لأفضل دراما فردية في حفل توزيع جوائز الأكاديمية البريطانية للتلفزيون لعام 2021.

## روابط خارجية
- Sitting in Limbo and Sitting in Limbo Pre-Watershed Version at BBC iPlayer
- 'They don't tell you why': threatened with removal after 52 years in the UK, article in The Guardian by Amelia Gentleman
- جلسة في عالم النسيان  في قاعدة بيانات الأفلام على الإنترنت (بالإنجليزية)